# Trident Microsystems

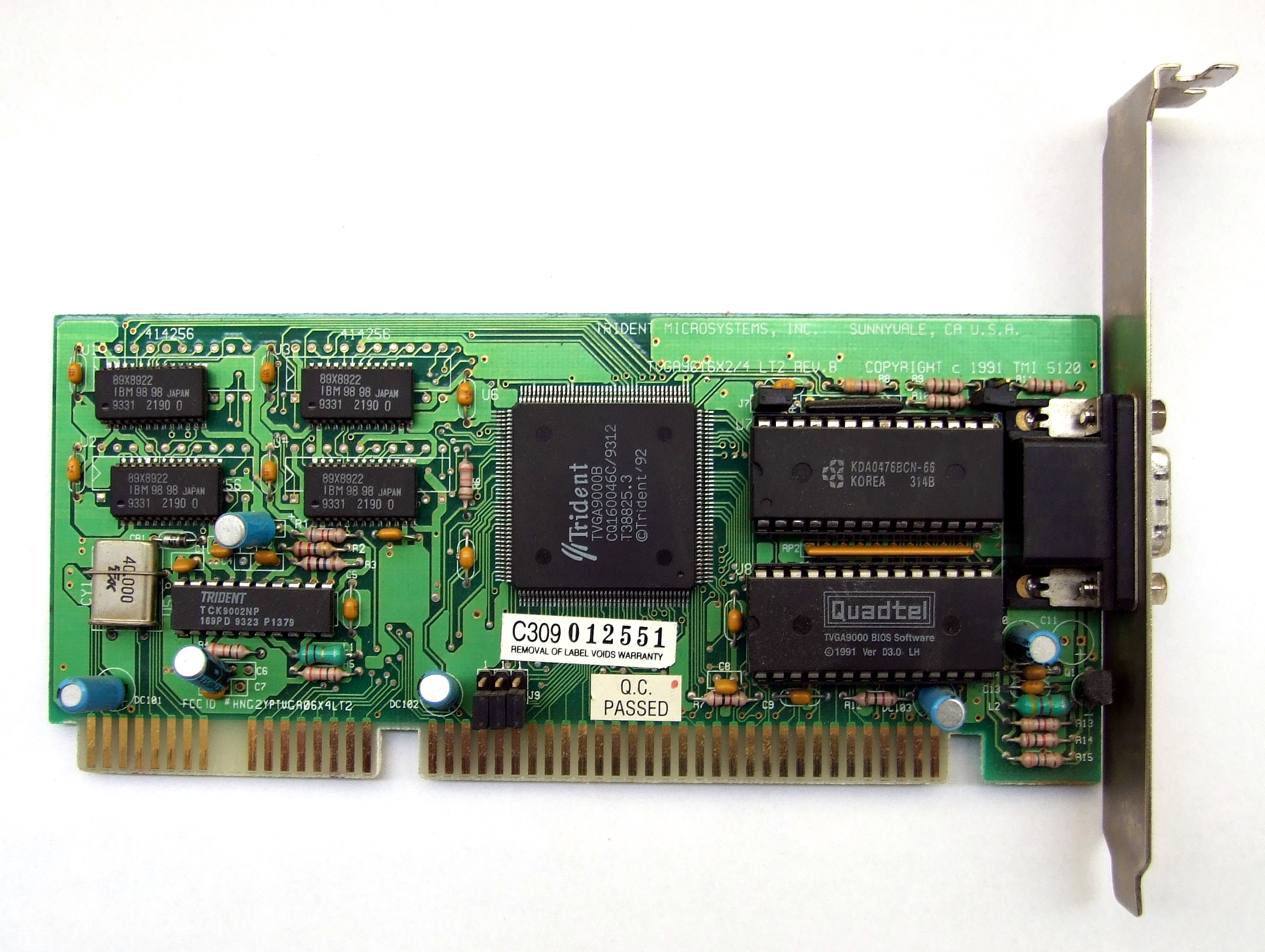
SVGA видеокарта Trident с чипом TVGA9000B.

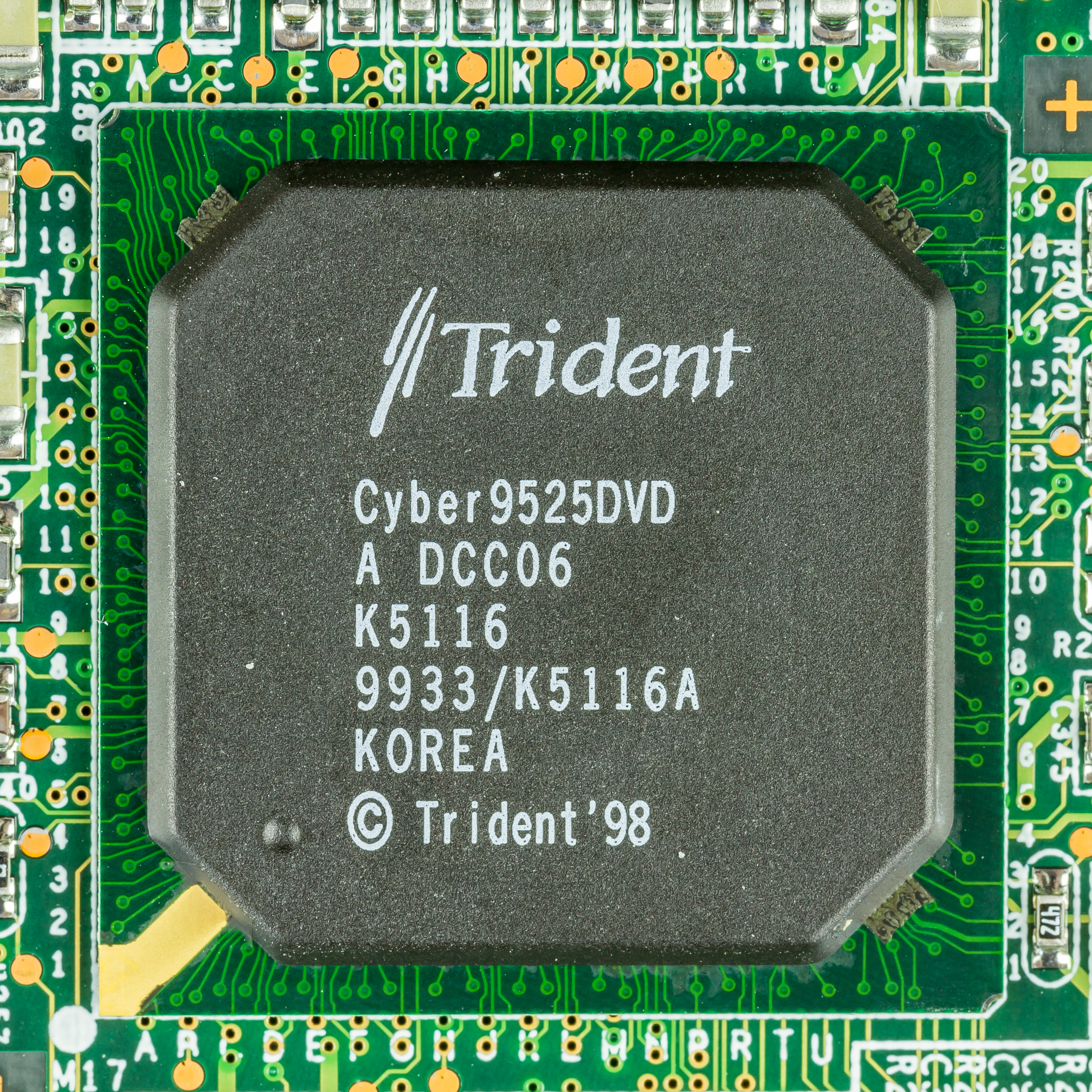
Cyber 9525 из ноутбука.

Trident Microsystems является поставщиком видеопроцессоров для плоских панелей (плазма, ЖК, и т. д.). Прежде, Trident была разработчиком графических процессоров и звуковых карт для ПК

## История
Основанная в 1987 году Trident (вместе с Oak Technologies) заработала репутацию на продаже недорогих (на тот период времени) и медленных SVGA чипсетов. Многие материнские платы типа «все в одном» использовали Trident VGA чипсеты. В то время, как рынок графических карт для ПК перешел с простых VGA карт, поддерживающих лишь 2D, к более продвинутому аппаратному ускорению (смена разрешения, SVGA выход; не путать с аппаратным ускорением 3D), Trident продолжала развивать свою политику по продаже относительно слабых видеочипов по выгодной цене. Но к середине 1990-х, компания догнала своего главного соперника S3 Graphics: набор функциональных возможностей чипа TGUI-9680 был сопоставим с S3 Graphics Trio64V+, тем не менее Trio64V+ обгонял 9680 в true-color режиме.
Стремительное заполнение рынка 3D-акселераторами застало многих разработчиков видеокарт врасплох, включая Trident. Так было вплоть до конца 1990-х когда Trident, наконец, выпустила чип, способный оказать конкуренцию в нижнем ценовом сегменте, им был TGUI-9880 (Blade3D). К этому времени, Trident вернула некогда потерянное место на производстве дешевых OEM видеочипов, где в то время властвовали ATI, S3, и SiS.
Тем временем на рынке ноутбуков Trident была пионером в использовании совмещенной-DRAM, технология semiconductor manufacturing, которая совмещает графический контроллер и оперативную память видеобуфера в 1 чипе. Такой комбинированный чип освобождал драгоценное место на материнской плате ноутбука, тогда как раньше для хранения данных видеобуфера использовалось несколько чипов ОЗУ.
Несмотря на то, что у Trident были относительно успешные линейки продуктов 3DImage и Blade3D, выход Intel на рынок графических карт со встроенными графическими решениями в чипсетах (i810 и i815) означал конец для разработок в нижнем ценовом сегменте графических карт. Trident также присоединилась к разработчикам материнских плат, дабы интегрировать свои графические технологии в чипсеты (например: ALi CyberALADDiN, VIA PLE133), но особого успеха эти слияния не принесли. Поставленная перед фактом роста цен на исследование и разработку новых технологий (необходимые на изучение постоянно усложняющегося 3d рендеринга), в июне 2003 года, Trident сделала заявление о полной реструктуризации компании.
В конце 2003 года XGI закончила процесс приобретения бывшего отделения Trident по производству графических процессоров.
В феврале 2010 года Trident приобрела производство телевизоров и телевизионных приставок-ресиверов у NXP Semiconductors.
4 января 2012 года согласно 11 главе Кодекса США о банкротстве начата процедура реорганизации, в качестве главного претендента на покупку выступила Entropic Communications.
В июне 2012 года компания CSR plc. (бывшая Cambridge Silicon Radio) приобрела линейку аудиопродуктов Trident за 1 млн. долларов США.

## Графические чипсеты
Список не полный.
Настольные
- 8600 - 512 кб. видеопамяти. Разрешение экрана 800х600.
- 8800 (1988) — первый SVGA совместимый чипсет (ISA), 512KB 2D видео
- 8900 — поддержка 65,536 цветов, 1MB 2D видео

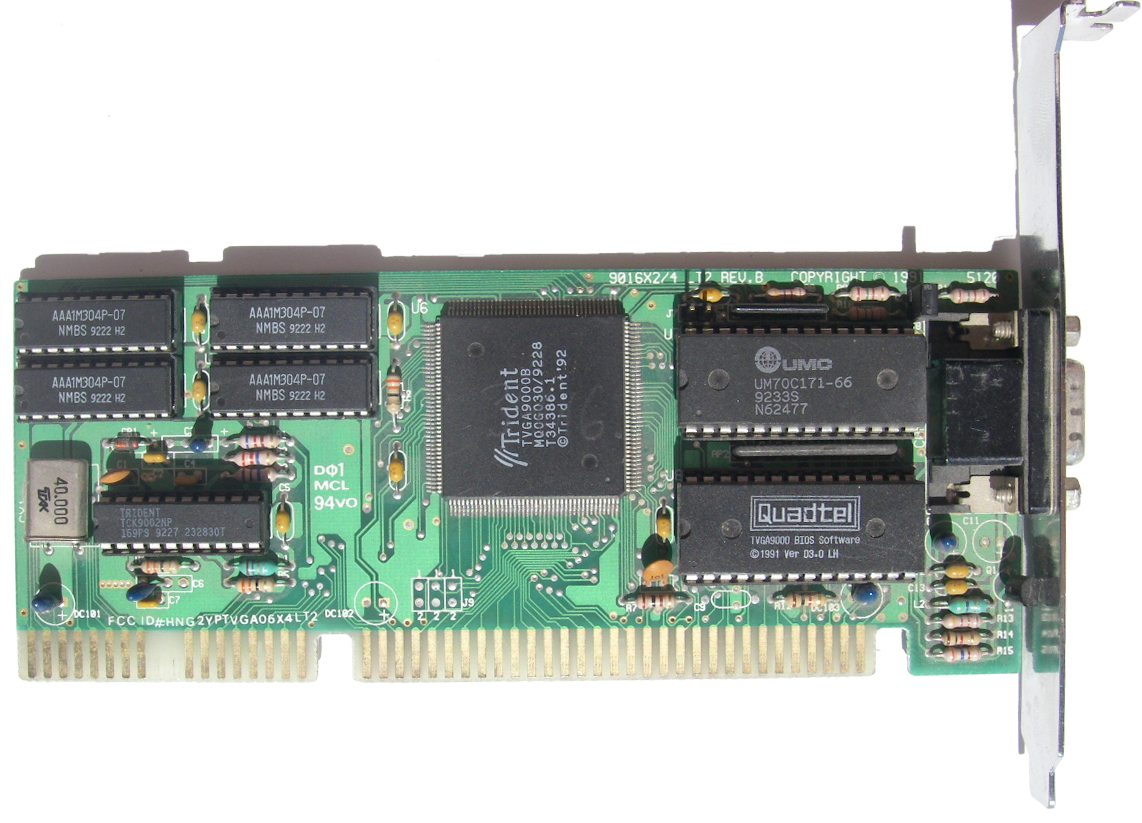
TVGA 9000B 512k

- 9000 — первый, интегрированный (VGA+RAMDAC) VGA чипсет
  - 9000B (1992)
  - 9000i-1 (1994) — появился на Trident’s VC512TM ISA видео картах
- 92xx, 94xx — первые ускорители под Windows
- 9440 (1994) — первый, действительно мощный Windows 2D-ускоритель (2MB PCI/VLB)
- 9660 — схож с 9440, 64-bit шина
- 9680, 9682, 9685 — PCI видеокарта, аппаратный ускоритель видео (зум + YUV->RGB, DirectDraw overlay)
- 3DImage975, 3DImage985 — первый 3D ускоритель под Windows (4MB PCI/AGP)
- Blade3D (1999) — первый относительно мощный Windows 3D-ускоритель от Trident (8MB PCI/AGP)
- Blade T16
- Blade T64 9970 (2000) — поддержка AGP 4x, 64-битная шина памяти.
- Blade XP 9980  — аналогичен T64, но имеет 128-битную шину памяти с частотой 200 МГц.
- XP4 — DirectX 8 чип.
- XP4E — AGP8x поддержка.
- XP8 (отменен) — DirectX 9 чип, предполагаемая стоимость менее $100.
- XP10 (отменен) — PCI Express контроллер.

Mobile
- Cyber9320
- Cyber9382
- Cyber9385
- Cyber9397 и Cyber9397DVD
- 9525DVD
- CyberBlade
  - CyberBlade e4-128
  - CyberBlade i1
  - CyberBlade i7
- Blade XP
- XP4
  - XP4m16/XP4m32 — встроенная память.
- XP8 (отменен) — DirectX 9 чип.

Интегрированные
- ALi CyberALADDiN-T ()
- ALi CyberALADDiN-P4 (CyberBLADE XP2)
- ? (кодовое название Napa2T)
- ? (кодовое название Napa2-P4)
- ? (кодовое название Napa2-Banias)

## Звуковые чипсеты
- Trident 4DWAVE-DX/NX, основан на платформе T² которая так же используется SIS и ALi для своих собственных аудио решений. Поддерживет Q3D 2.0.